# Challain-la-Potherie
Challain-la-Potherie település Franciaországban, Maine-et-Loire megyében. Lakosainak száma 811 fő (2022. január 1.). Challain-la-Potherie La Chapelle-Glain, Le Pin, Angrie, Loiré, Vallons-de-l'Erdre és Ombrée d’Anjou községekkel határos.

## Népesség
A település népességének változása:
| Lakosok száma | 1141 | 945  | 873  | 801  | 815  | 824  | 808  | 797  | 795  | 811  |
|               | 1968 | 1982 | 1990 | 2006 | 2013 | 2015 | 2017 | 2019 | 2020 | 2022 |